# محسن قائدپوری
محسن قائدپوری (انگلیسی: Mohsen Ghaedpouri؛ زاده ۲۱ سپتامبر ۱۹۸۲) یک بازیکن فوتبال اهل بوشهر است.